# (5114) Yezo
(5114) Yezo es un asteroide perteneciente al cinturón de asteroides, descubierto el 15 de febrero de 1988 por Seiji Ueda y el astrónomo Hiroshi Kaneda desde el Kushiro Marsh Observatory, Hokkaido, Japón.

## Designación y nombre
Designado provisionalmente como 1988 CO. Fue nombrado Yezo en homenaje a la isla septentrional de Hokkaido en Japón, era conocida como Yezo hasta el año 1869.

## Características orbitales
Yezo está situado a una distancia media del Sol de 2,470 ua, pudiendo alejarse hasta 2,501 ua y acercarse hasta 2,439 ua. Su excentricidad es 0,012 y la inclinación orbital 4,169 grados. Emplea 1418,28 días en completar una órbita alrededor del Sol.

## Características físicas
La magnitud absoluta de Yezo es 13,4.